# Pro Cycling Manager (videogioco 2005)
Pro Cycling Manager è un videogioco di ciclismo della serie Pro Cycling Manager, pubblicato nel 2005.
A partire da questo titolo la serie Cycling Manager cambiò denominazione in Pro Cycling Manager, con l'avvento del Pro Tour. Tra le caratteristiche del gioco ricordiamo un miglioramento del motore grafico, oltre 450 gare giocabile, un database con più di 40 team e 1000 corridori disponibili. È sempre disponibile la possibilità di giocare on-line, via LAN o via GameSpy.
Sulla copertina è ritratta la squadra di ciclisti russi Team CSC.